# Jardines del Agua
Los Jardines del Agua son los jardines más importantes de la ciudad autónoma española de Melilla. Están emplazados en el Ensanche Modernista.

## Historia
Fueron inaugurados en agosto de 2006 tras un período de obras y recesos. Este parque se extiende en una parcela rectangular de aproximadamente 0,6 hectáreas, ubicada en la ribera izquierda del río de Oro, cerca de su desembocadura, y corre paralela a la nueva calle Ciudad de Málaga. Su longitud abarca desde el Puente de Triana hasta el Paseo Marítimo Rafael Ginel Cañamaque, que bordea la Playa de San Lorenzo.

## Descripción
El parque está adornado con dos hileras de palmeras canarias, algunas de las más antiguas trasplantadas desde el palmeral de los antiguos talleres de la Compañía Española de las Minas del Rif en la década de 1980. Además, cuenta con varias fuentes, siendo dos de ellas circulares cerca de los extremos y una de forma irregular en el centro.
En cuanto a la flora, los Jardines del Agua presentan una gran variedad de plantas, entre ellas herbáceas, plantas leñosas, cactus y suculentas, muchas de las cuales han sido recientemente introducidas en Melilla. Destacan especialmente las cactáceas y otras suculentas en la parte oriental del parque, aunque algunas especies están en declive debido a la fuerte influencia marina en la zona. Además, se observa una notable colección de agaváceas, como pitas, yucas, ágaves, y otras plantas de este tipo, distribuidas por todo el espacio verde.
Los Jardines del Agua cuentan con fuentes luminosas. Estas fuentes combinan chorros de agua con efectos de luces de colores que se iluminan por la noche. Una de las fuentes más destacadas es una escultura de una mujer mitad humana y mitad sirena. Esta fuente no solo es un atractivo visual durante el día, sino que cobra vida por la noche gracias a un sistema de luces de colores que iluminan sus chorros de agua.
Además de esta fuente central, el parque alberga otras fuentes con chorros de agua combinados con efectos luminosos.

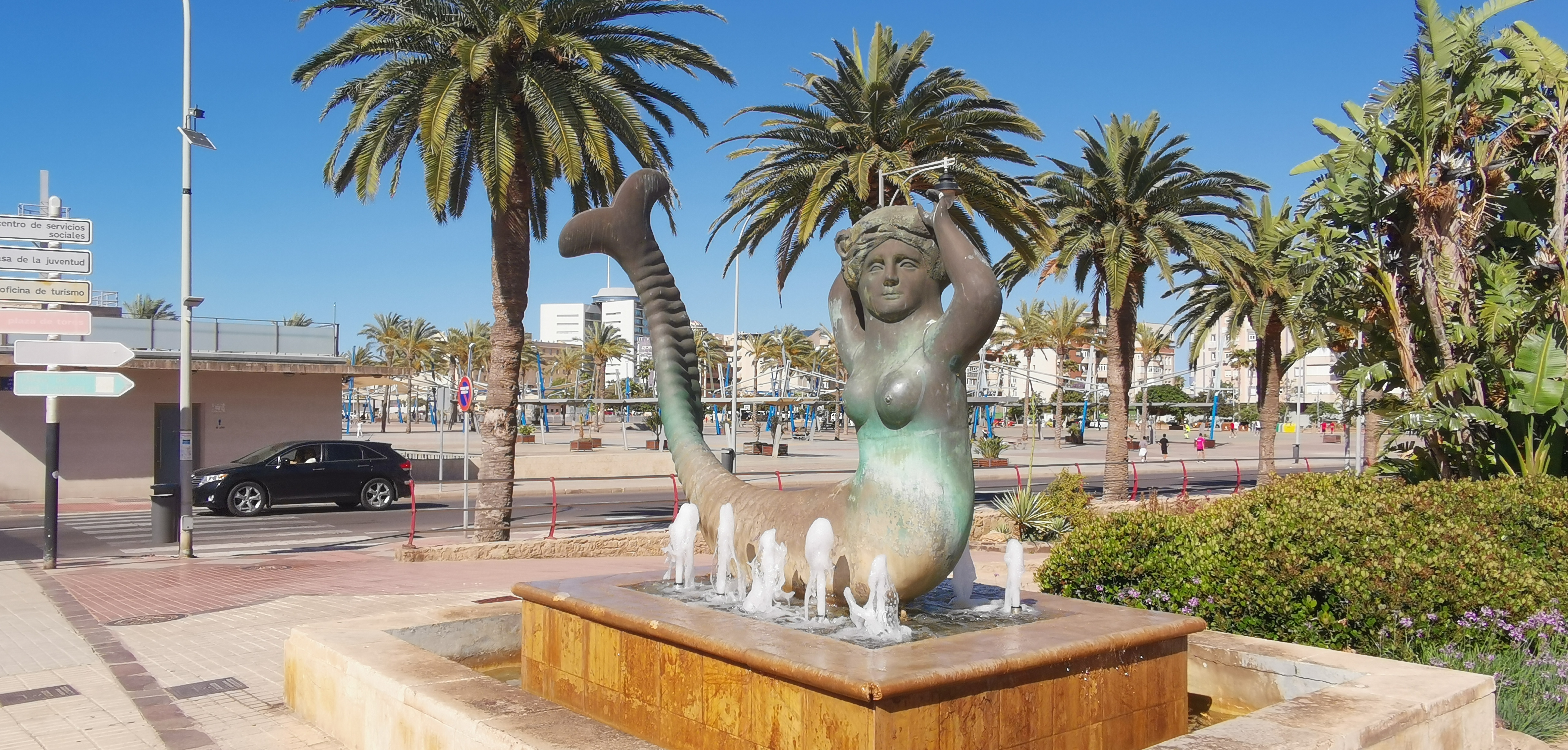
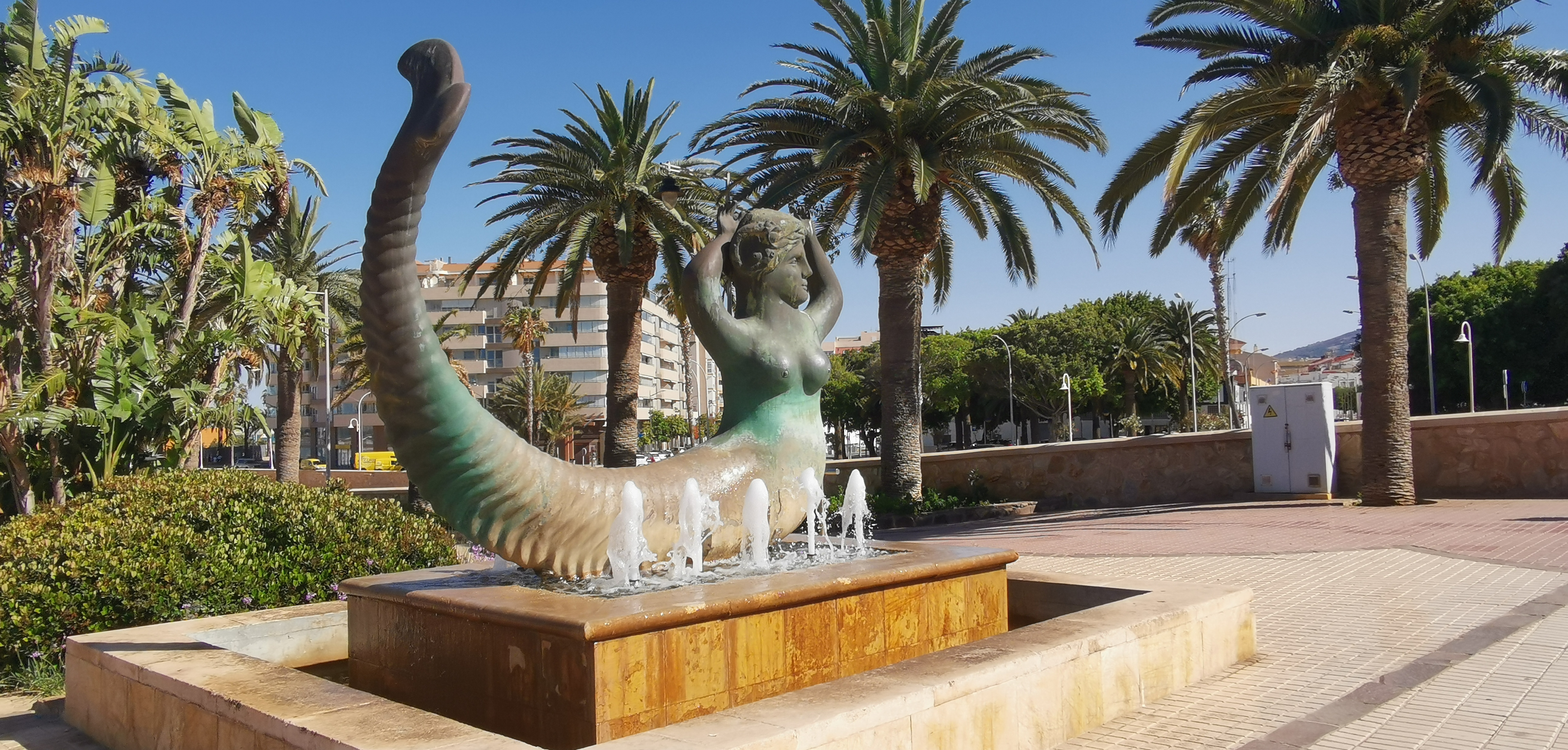